# دسوق
دِسوق نام شهر و شهرستانی در استان کفر الشیخ مصر است. دسوق در ۸۰ کیلومتری خاور اسکندریه واقع شده است و قدمت آن به ۳٬۲۰۰ سال پیش از میلاد مسیح می‌رسد. این شهر در گذشته در محل بوتو (شهر) قرار داشت.

## تاریخچه
دسوق پایتخت قدیم حاکمان هیکسوس بود، قومی سامی که در زمان فرعونها از فلسطین به مصر آمدند. دسوق در آن زمان پوتو نامیده می‌شد.
این شهر اقامتگاه ابراهیم دسوقی، قدیس معروف مسلمان سدهٔ ۷ میلادی بود. مسجد ابراهیم دسوقی که گور وی نیز در آن‌جا است در مرکز شهر دسوق واقع شده و زیارتگاه پیروان اوست.